# Hans Hederberg
Hans Vilhelm Hederberg, född 24 juli 1938 i Stockholm, död 26 augusti 2021 i Essinge distrikt i Stockholm, var en svensk journalist och TV-producent. Han var gift med Eva Moberg åren 1964–1976.
Hederberg började sin karriär som redaktör för tidskriften Liberal Debatt under åren 1960‒1961. Från mitten på 1960-talet var han under tre decennier producent av samhällsprogram på SVT och gjorde personporträtt av bland andra Käbi Laretei och Ronnie Peterson.
1981 regisserade han även filmen Operation Leo, som skildrar den planerade kidnappningen av statsrådet Anna-Greta Leijon och innehåller musik  av punkbandet Ebba Grön.
Hederberg var dessutom verksam som författare och skrev böcker som En liberal attityd, Press på villovägar, Sanningen, inget annat än sanningen: Sex decennier ur Alva & Gunnar Myrdals liv och Offret & gärningsmannen: En essä om mordet på Olof Palme.
Hederberg var fram till strax före sin bortgång verksam som frilansskribent, bland annat för Svenska Dagbladet. Han är begravd på Norra begravningsplatsen utanför Stockholm.

## Filmografi
- Operation Leo 1981. Filmmusiken är av Ebba Grön.